# نمای مانوی جهان
نمای مانوی جهان (چینی: 摩尼教宇宙圖) یک نقشی بر روی ابریشم مربوط به عهد حکومت دودمان یوآن بر چین است که کیهان‌شناسی مانوی را نشان می‌دهد. این نقاشی در سال ۲۰۱۰ کشف شد و هم‌اکنون در یک مجموعه شخصی در ژاپن نگهداری می‌شود. در این نقاشی شخصیت‌هایی چون مانی، زرتشت، بودا و عیسی دیده می‌شوند.